# سو این گوک
سو این گوک (کره‌ای: 서인국؛ زادهٔ ۲۳ اکتبر ۱۹۸۷) خواننده-ترانه‌پرداز و بازیگر اهل کره جنوبی است. او حرفهٔ خوانندگی خود را با برنده شدن در برنامهٔ استعدادیابی سوپراستار کی در سال ۲۰۰۹ شروع کرد و با مجموعه تلویزیونی پاسخ به ۱۹۹۷ (۲۰۱۲) در حرفهٔ بازیگری به موفقیت چشم‌گیری دست یافت. او سپس در مجموعه‌های تلویزیونی خورشید ارباب (۲۰۱۳)، لویی پادشاه خرید (۲۰۱۶)، لبخند پر کشیده از نگاهت (۲۰۱۸)، ویرانگر در خدمتگزاری شما حاضر است (۲۰۲۱)، کافه مینامدانگ (۲۰۲۲) و بازی مرگ (۲۰۲۳) ایفای نقش کرد.

## اوایل زندگی و تحصیلات
سو در ۲۳ اکتبر سال ۱۹۸۷ در اولسان متولد شد. در سن ۱۰ سالگی تحت تأثیر موسیقیدان سبک راک Kim Jung-min قرار گرفت، و تصمیم بر خوانندگی گرفت. او در دورهمی‌های خانوادگی و رویدادهای مدرسه اجرا می‌کرد و در دانشگاه Daebul به مطالعهٔ موسیقی کاربردی پرداخت، همچنین در مصاحبه‌های آژانس‌های سرگرمی هم شرکت کرد، و پس از بارها و بارها رد شدن در مصاحبه‌ها به او گفته شد که وزنش را کاهش دهد. او برای مدتی به پرخوری عصبی دچار شد.

## حرفه

### ۲۰۰۹–۲۰۱۲: سوپراستار کی و پاسخ به ۱۹۹۷
در سال ۲۰۰۹ او به شبکهٔ تلویزیونی Mnet پیوست و برنده فصل اول بهترین موسیقی شد. پس از دریافت جایزه کانون توجه همگان شد و با حضور در برنامه‌های مختلف و مصاحبه‌های گوناگون شهرت یافت.
این گوک موفق به دریافت جایزه در برنامه سوپراستار کی شد.
در سال ۲۰۱۲ یکی از بازیگران موزیکال عاشقانهٔ گوانگ هوامون شد. بعد، با بازی در سریال باران عشق به عنوان بازیگر نقش مکمل به صنعت بازیگری وارد شد.
برای گسترش حرفهٔ خود، قراردادی با کمپانی ژاپنی به نام Irving Entertainment امضا کرد.
یک آلبوم استودیویی ژاپنی به نام Everlasting و یک مینی آلبوم ژاپنی به نام Hug در سال ۲۰۱۴ منتشر کرد.
همچنین چندین تک‌آهنگ به زبان ژاپنی در سال ۲۰۱۳ منتشر کرده بوده و در سال ۲۰۱۵ هم آلبومی به نام Last Song رو به زبان ژاپنی منتشر کرد.
اولین نقش اولش را یک سال بعد یعنی در سال ۲۰۱۳ با بازی در سریال پاسخ به ۱۹۹۷ به دست آورد.
او در این سریال، نقش پسر نوجوانی که عشق یک طرفه‌ای به بهترین دوست دوران کودکی‌اش دارد را بازی کرد و به خاطر این نقش مورد تحسین منتقدان قرار گرفت.
دو تک‌آهنگ به همراه هم‌بازی‌اش در سریال پاسخ ۱۹۹۷، جونگ اون جی خواند که یکی از این دو آهنگ، به نام All For You پرفروش‌ترین تک‌آهنگ سال در چارت Gaon شد.

### ۲۰۱۳-اکنون: دبیوی ژاپنی، برنامه‌های مختلف و بازگشت به بازیگری
در سال ۲۰۱۳ پس از مدتی دور ماندن از دنیای حرفه‌ای با بازی در سریال «من تنها زندگی می‌کنم» تعهد کاری خود را نشان داد.

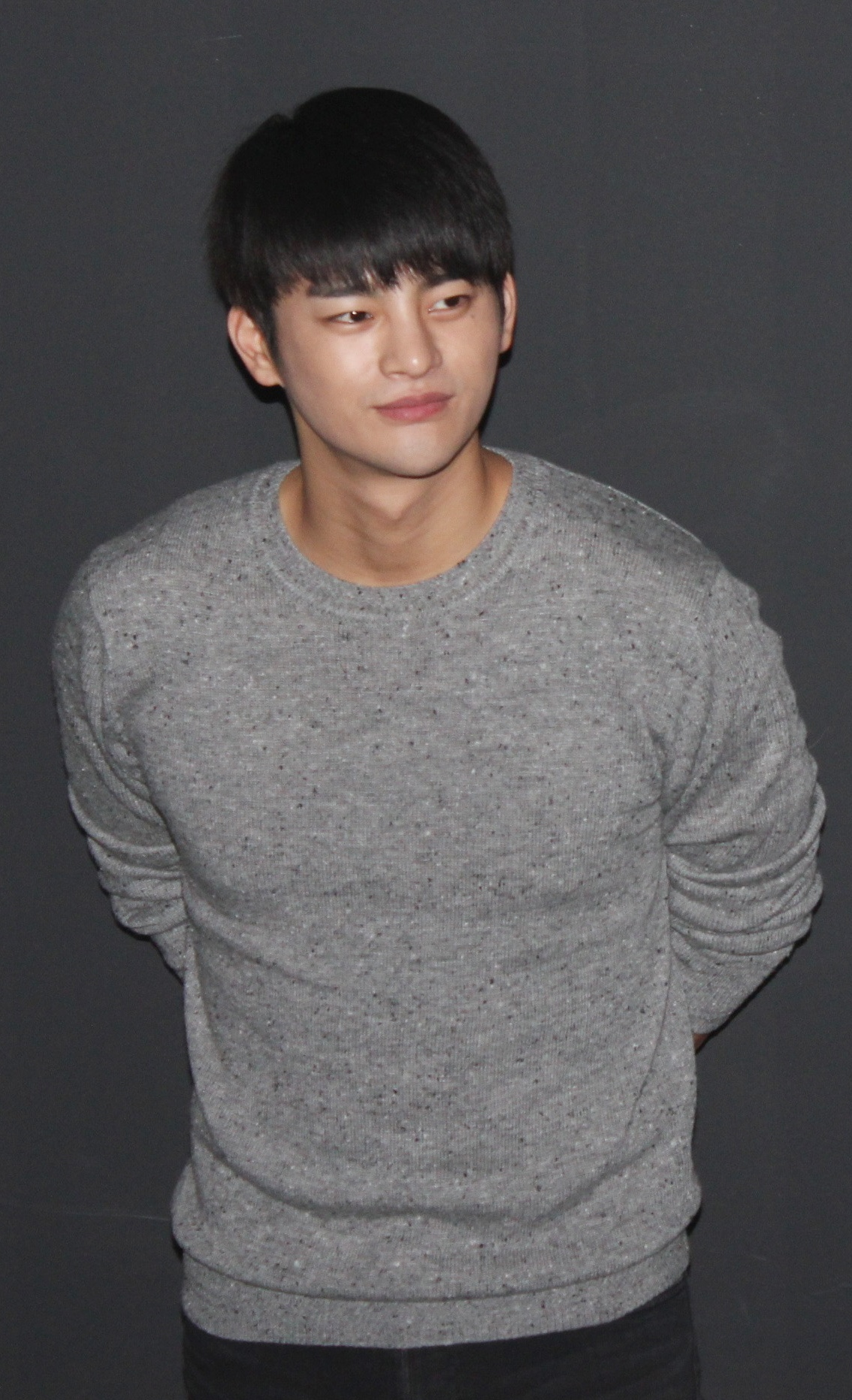
در ماه نوامبر ۲۰۱۳

همچنین در سریال کمدی/رمانتیک "خانوادهٔ پلیس" بازی کرد.
بازگشت به صحنهٔ موسیقی نیز با آهنگ زیبای "با خنده یا با اشک" انجام شد. موزیک ویدیو این آهنگ بسیار زیبا و مملو از احساسات با حضور کو هه سان ساخته شد. سپس آهنگ ژاپنی خود با نام پرواز به دور را خواند.
در ماه ژوئن سال ۲۰۱۳ او در سریال خورشید ارباب درام نوشته شده توسط خواهران هونگ در نقش یک سرباز سابق که تبدیل به رئیس بخش امنیتی یک مرکز خرید می‌شود، ایفای نقش کرد.
در اکتبر ۲۰۱۳ اولین فیلم سینمایی خود را به نام بدون تنفس که در مورد مسابقات شنا است در کنار لی جونگ سوک و یوری (از گروه SNSD) بازی کرد.

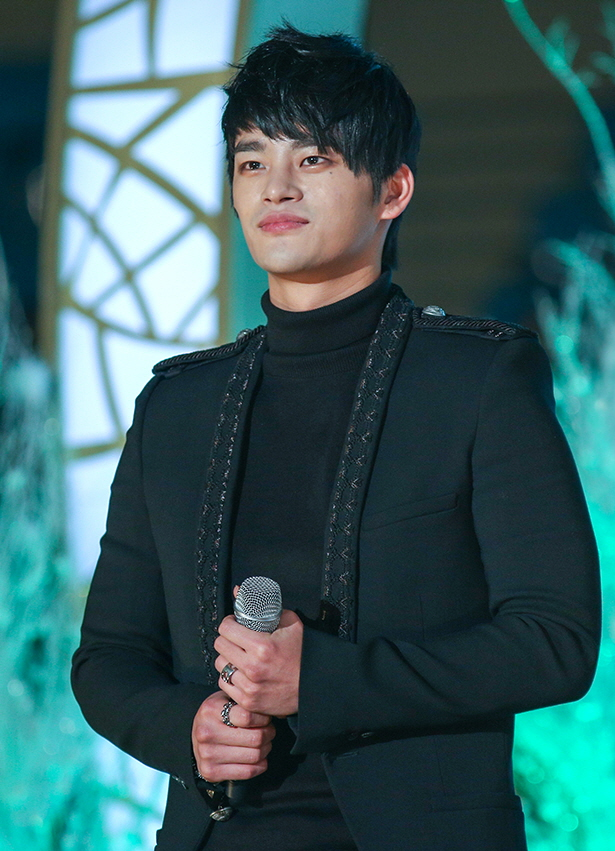
در دسامبر ۲۰۱۴

او سپس با بازی در مینی‌سریال پنج قسمتی جدایی دیگر که در مورد یک مرد و زن که در آخرین لحظه از زندگی خود همدیگر را ملاقات می‌کنند و یک روز خاص را صرف با هم بودن می‌کنند، است؛ که توسط LOEN Entertainment تولید شده، این درام اولین بار در فوریه ۱۷، ۲۰۱۴ در گروه Taekwang متعلق به کانال کابلی Dramacube پخش شد (همچنین پخش در BTV و یوتیوب).
در سال ۲۰۱۴ سو سریال کابلی رمانتیک «پادشاه دبیرستان» را بازی کرد که در آن، او نقش یک دانش آموز دبیرستانی و ستاره هاکی را که مجبور به یک زندگی دو زمانی می‌شود را بازی کرد که به جای برادر بزرگتر خود به عنوان یک مدیر اجرایی در یک شرکت آی تی مشغول به کار شد. بعد از آن سال، در اولین درام دوره‌ای با نام چهره پادشاه بازی در نقش ولیعهد گوانگ‌هه که رقیب سیاسی و عشقی پدر خود سون‌جو چوسان است به ایفای نقش می‌پردازد.
در ۲۰۱۵، سو به بازیگران شبکه SBS در برنامه قانون جنگل که در ماه مارس تا ماه مه پخش شد، برای فصل هندوچین می‌پیوندد.
او پس از آن به عنوان یک نابغه در سری پلیسی/عاشقانه سلام هیولا ایفای نقش می‌کند که برای اولین بار در ماه ژوئن ۲۰۱۵ در KBS2 پخش شد
در دسامبر ۱۵، ۲۰۱۵، او در کنار دیگر هنرمندان جلی فیش اینترتیمنت، در ساخت آهنگ مشارکتی «عشق در هوا» (کره‌ای: 사랑난로) برای آلبوم ژله کریسمس ۲۰۱۵ – ۴랑 شرکت می‌کند. تک‌آهنگ در جایگاه شماره ۱۴ در «گائون دیجیتال چارت» قرار گرفت.
در سال ۲۰۱۶ سو به برنامه قانون جنگل برای بار دوم به فصل مغولستان این مجموعه پیوست. او همچنین در سریال شبکه OCN به نام "واحد ۳۸" در نقش یک کلاه‌بردار حرفه‌ای به‌طور چشمگیری درخشید، واحد ۳۸ بالاترین امتیاز را در تاریخ OCN ازآن خود کرد. او سپس در نقش اصلی سریال عاشقانه، کمدی، لویی پادشاه خرید از شبکه MBC به ایفای نقش پرداخت. در سال ۲۰۲۲، او در مجموعه تلویزیونی کافه مینامدانگ هم نقش اصلی ایفا کرد.

## فیلم‌شناسی

### فیلم
| سال  | عنوان                           | نقش                        | منابع         |
| ---- | ------------------------------- | -------------------------- | ------------- |
| ۲۰۱۳ | بدون تنفس                       | جو وون ایل                 | [ ۲۷ ]        |
| ۲۰۱۶ | من عاشق آن چیز کوچک دیوانه هستم | یانگ مین ژه (حضور افتخاری) | [ ۲۸ ]        |
| ۲۰۲۱ | خط لوله                         | پین دول یی                 | [ ۲۹ ]        |
| ۲۰۲۲ | پروژه شکار گرگ                  | جونگ دو                    | [ ۳۰ ] [ ۳۱ ] |

### مجموعه تلویزیونی
| سال  | عنوان                             | نقش                       | توضیحات                         | منابع  |
| ---- | --------------------------------- | ------------------------- | ------------------------------- | ------ |
| ۲۰۱۲ | باران عشق                         | کیم چانگ مو / کیم جون سول |                                 | [ ۳۲ ] |
| ۲۰۱۲ | پاسخ به ۱۹۹۷                      | یون یون جه                |                                 | [ ۳۳ ] |
| ۲۰۱۲ | پسران                             | یو سونگ گی                |                                 | [ ۳۴ ] |
| ۲۰۱۳ | خورشید ارباب                      | کانگ وو                   |                                 | [ ۳۵ ] |
| ۲۰۱۳ | پاسخ به ۱۹۹۴                      | یون یون جه                | حضور افتخاری، قسمت‌های ۱۶–۱۷، ۲۱ | [ ۳۶ ] |
| ۲۰۱۴ | پادشاه دبیرستان                   | لی مین سوک / لی هیونگ سوک |                                 | [ ۳۷ ] |
| ۲۰۱۴ | چهره پادشاه                       | شاهزاده گوانگ‌هه           |                                 | [ ۳۸ ] |
| ۲۰۱۵ | سلام هیولا                        | لی هیون / دیوید لی        |                                 | [ ۳۹ ] |
| ۲۰۱۵ | اوه روح من                        | ادوارد سو                 | حضور افتخاری، قسمت ۱۶           | [ ۴۰ ] |
| ۲۰۱۵ | او زیبا بود                       | خودش                      | حضور افتخاری، قسمت ۹            | [ ۴۱ ] |
| ۲۰۱۶ | واحد ۳۸                           | یانگ جونگ دو              |                                 | [ ۴۲ ] |
| ۲۰۱۶ | لویی پادشاه خرید                  | لویی / کانگ جی سونگ       |                                 | [ ۴۳ ] |
| ۲۰۱۸ | لبخند پر کشیده از نگاهت           | کیم مو یونگ               |                                 | [ ۴۴ ] |
| ۲۰۱۹ | ابیس                              | «گریم ریپر» بیگانه        | حضور افتخاری، قسمت ۱            | [ ۴۵ ] |
| ۲۰۲۱ | همچو پروانه                       | هوانگ هی                  | حضور افتخاری، فسمت ۹            | [ ۴۶ ] |
| ۲۰۲۱ | ویرانگر در خدمتگزاری شما حاضر است | میول مانگ / کیم سا رام    |                                 | [ ۴۷ ] |
| ۲۰۲۲ | کافه مینامدانگ                    | نام هان جون               |                                 | [ ۴۸ ] |

### مجموعه اینترنتی
| سال  | عنوان              | نقش        | توضیحات      | منابع  |
| ---- | ------------------ | ---------- | ------------ | ------ |
| ۲۰۱۴ | جدایی دیگر         | آن یونگ مو |              | [ ۴۹ ] |
| ۲۰۲۲ | موسیقی متن شماره ۱ | جی جون     | حضور افتخاری | [ ۵۰ ] |
| ۲۰۲۳ | بازی مرگ           | چوی یی جه  |              | [ ۵۱ ] |

### برنامه تلویزیونی
| سال  | عنوان                          | شبکه | توضیحات                  |
| ---- | ------------------------------ | ---- | ------------------------ |
| ۲۰۱۱ | Oh! My School                  | KBS2 | مهمان قسمت ۲۴–۲۶         |
| ۲۰۱۱ | Let's Go! Dream Team Season 2  | KBS2 | مهمان قسمت ۸۴، ۹۶–۹۷     |
| ۲۰۱۲ | Let's Go! Dream Team Season 2  | KBS2 | مهمان قسمت ۱۱۰، ۱۱۶، ۱۲۰ |
| ۲۰۱۳ | I Live Alone                   | MBC  | عضو بازیگران             |
| ۲۰۱۳ | Mamma Mia!                     | KBS2 | مهمان قسمت ۷، ۳۲         |
| ۲۰۱۳ | Happy Together                 | KBS2 | مهمان قسمت ۲۹۱، ۳۲۳      |
| ۲۰۱۴ | Happy Together                 | KBS2 | مهمان قسمت ۳۷۴           |
| ۲۰۱۴ | Running Man                    | SBS  | مهمان قسمت ۱۸۴           |
| ۲۰۱۵ | Happy Together                 | KBS2 | مهمان قسمت ۴۰۲           |
| ۲۰۱۵ | Law of the Jungle in Indochina | SBS  | عضو بازیگران             |
| ۲۰۱۵ | Mari and Me (TV series)        | JTBC | عضو بازیگران             |
| ۲۰۱۶ | Law of the Jungle in Mongolia  | SBS  | عضو بازیگران             |

### حضور در موزیک ویدئوها
| سال  | عنوان               | هنرمند    | تصویری                |
| ---- | ------------------- | --------- | --------------------- |
| ۲۰۱۲ | "Please Don't..."   | K. Will   | starshipTV            |
| ۲۰۱۳ | "Would You?"        | نوسانات   | نام تجاری جدید موسیقی |
| ۲۰۱۳ | "Pick Up the Phone" | تلفن      | 1theK (원더케이)      |
| ۲۰۱۴ | "another parting"   | ملودی روز | 1theK (원더케이)      |
| ۲۰۱۶ | "OMG"               | Double K  | OMG                   |

## تئاتر موزیکال
| سال  | عنوان                 | نقش      |
| ---- | --------------------- | -------- |
| ۲۰۱۲ | Gwanghwamun Love Song | Hyun-woo |

## جوایز و نامزدی‌ها
| Year | Award                               | Category                                      | Nominated work                   | Result   |
| ---- | ----------------------------------- | --------------------------------------------- | -------------------------------- | -------- |
| ۲۰۰۹ | Cyworld Digital Music Awards        | Male Newcomer of the Year                     | Calling                          | برنده    |
| ۲۰۱۰ | Mnet Asian Music Awards             | Best New Male Artist                          | "I Love U"                       | نامزدشده |
| ۲۰۱۲ | 5th Korea Drama Awards              | Best New Actor                                | Love Rain                        | برنده    |
| ۲۰۱۲ | 5th Korea Drama Awards              | Best Couple Award with Jung Eun-ji            | Reply 1997                       | برنده    |
| ۲۰۱۲ | 5th Style Icon Awards               | Top 10 Style Icons with Jung Eun-ji           | Reply 1997                       | برنده    |
| ۲۰۱۲ | 1st K-Drama Star Awards             | Rising Star Award                             | Reply 1997                       | برنده    |
| ۲۰۱۲ | 1st K-Drama Star Awards             | Best Couple Award with Jung Eun-ji            | Reply 1997                       | برنده    |
| ۲۰۱۲ | 1st K-Drama Star Awards             | Best OST                                      | "All for You" (with Jung Eun-ji) | برنده    |
| ۲۰۱۲ | 14th Mnet Asian Music Awards        | Best OST                                      | "All for You" (with Jung Eun-ji) | برنده    |
| ۲۰۱۲ | 4th Melon Music Awards              | Best OST                                      | "All for You" (with Jung Eun-ji) | برنده    |
| ۲۰۱۲ | MBC Drama Awards                    | Best New Actor                                | The Sons                         | نامزدشده |
| ۲۰۱۲ | KBS Drama Awards                    | Best New Actor                                | Love Rain                        | نامزدشده |
| ۲۰۱۳ | 2nd Gaon Chart K-Pop Awards         | Song of the Year (September)                  | "All for You" (with Jung Eun-ji) | برنده    |
| ۲۰۱۳ | 49th Baeksang Arts Awards           | Best New Actor (TV)                           | Reply 1997                       | نامزدشده |
| ۲۰۱۳ | SBS Drama Awards                    | New Star Award                                | Master's Sun                     | برنده    |
| ۲۰۱۴ | 3rd Gaon Chart K-Pop Awards         | Song of the Year (December)                   | "Loved You" (with Zia)           | برنده    |
| ۲۰۱۴ | 16th Mnet Asian Music Awards        | Best Collaboration                            | "Loved You" (with Zia)           | نامزدشده |
| ۲۰۱۴ | 50th Baeksang Arts Awards           | Most Popular Actor (TV)                       | Master's Sun                     | نامزدشده |
| ۲۰۱۴ | 7th Korea Drama Awards              | Excellence Award, Actor                       | High School King of Savvy        | نامزدشده |
| ۲۰۱۴ | 7th Style Icon Awards               | Top 10 Style Icons                            | —                                | نامزدشده |
| ۲۰۱۴ | KBS Drama Awards                    | Excellence Award, Actor in a Mid-length Drama | The King's Face                  | نامزدشده |
| ۲۰۱۴ | KBS Drama Awards                    | Best New Actor                                | The King's Face                  | برنده    |
| ۲۰۱۵ | 8th Korea Drama Awards              | Excellence Award, Actor                       | Hello Monster                    | نامزدشده |
| ۲۰۱۶ | tvN10 Awards                        | Made in tvN Actor (Drama)                     | Reply 1997                       | برنده    |
| ۲۰۱۶ | tvN10 Awards                        | Best Kiss (with Jung Eun-ji                   | Reply 1997                       | برنده    |
| ۲۰۱۶ | 11th Asian TV Drama Conference      | Special Award, Actor                          | 38 Revenue Collection Unit       | برنده    |
| ۲۰۱۷ | ۵۳مین مراسم اهدای جوایز هنری بکسانگ | محبوب‌ترین بازیگر مرد                          | لویی پادشاه خرید                 | نامزدشده |